# Мсерианц, Зармайр Мсерович
Зармайр Мсерович Мсерианц (Мсерян) (16 (28) октября 1836 — 12 (24) мая 1899) — цензор Московского цензурного комитета, действительный статский советник, составитель справочника «Законы о печати», автор учебников турецкого языка.

## Биография
Родился в семье армянского поэта, этнографа, богослова и священника, преподавателя армянского языка в Лазаревском институте восточных языков Мсера Григорьевича Мсерианца (1808—1872).
7 июля 1862 года назначен младшим чиновником для наблюдения за типографиями, литографиями и книжной торговлей в Москве в управлении московского обер-полицмейстера. 31 августа 1865 года переведён в чиновники, состоящие при московском генерал-губернаторе: с 1 декабря — младший инспектор типографий в Москве, с 1875 года — и. о. старшего инспектора, с 5 августа 1880 года — старший инспектор. В качестве старшего инспектора он возглавлял всю инспекцию «по надзору за типографиями, литографиями и т. п. заведениями и за книжною торговлей при канцелярии Московского генерал-губернатора», а также лично надзирал за книгопечатанием и книготорговлей на одном из 4 участков, на которые была разделена Москва. Действительный статский советник (1881?).

## Сочинения
Составленная им «настольная справочная книга для авторов переводчиков, издателей» «Законы о печати» при его жизни выдержала 8 изданий (первое — в 1868 году, седьмое издание — в 1896 году, 8-е — в 1899 году).
Также им были составлены:
- Новые разговоры на турецком и русском языках. — М.: Унив. тип., 1856. — 120 с.
- Начальное учение турецкого языка: В 2 ч. — М.: Унив. тип., 1857—?.

## Семья
Сыновья:
- Левон Зармайрович (1867—1933) — востоковед, профессор;
- Рубен Зармайрович (1869 — ?) — артист театра, драматург, переводчик (выступал под псевдонимом Чинаров).